# Frohburg
Frohburg är en stad och kommun i Landkreis Leipzig i förbundslandet Sachsen i Tyskland. Kommunen har cirka 12 000 invånare.
År 2018 fusionerades staden Kohren-Sahlis med Frohburg.